# Bitlis

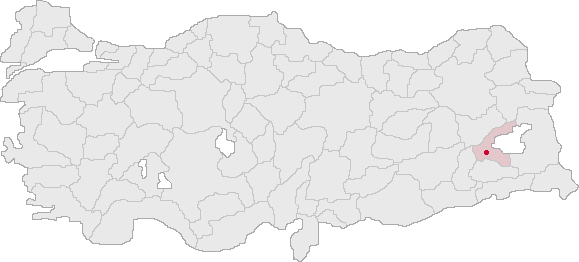
Położenie miasta i prowincji Bitlis

Bitlis – miasto we wschodniej Turcji, centrum administracyjne prowincji o tej samej nazwie.
Według danych na rok 2000 miasto zamieszkiwało 44 923 osób, a według danych na rok 2004 całą prowincję ok. 408 000 osób. Gęstość zaludnienia w prowincji wynosiła ok. 61 osób na km².